# 권진영 (축구 선수)
권진영(1991년 10월 23일 ~ )은 대한민국의 축구 선수이며 포지션은 수비수이다. 현재 K3리그의 부산교통공사에서 활약하고 있다.